# Сотниково (Амурская область)
Сотниково — упразднённое село в Шимановском районе Амурской области России. Исключено из учётных данных в 1974 году.

## География
Село располагалось на правом берегу реки Большя Пёра), на расстоянии примерно 2 километров (по прямой) к северу от станции Джатва.

## История
Село возникло в 1909 году. По данным на 1916 год село Сотниково состояло из 26 дворов (население составляло 76 человек) и входила в состав Гондаттиевской волости 3-го стана Амурского уезда Амурской области.
По данным 1926 года в Сотниково имелось 24 хозяйства (18 крестьянского типа и 6 прочих) и проживало 102 человека (51 мужчина и 51 женщина). В национальном составе населения преобладали русские. В административном отношении входило в состав Святильнинского сельсовета Свободненского района Амурского округа Дальневосточного края.
Решением Амурского исполкома от 7 июня 1974 года № 253, село Сотниково исключено из учётных данных как несуществующее.